# Maria Rakowska (tłumaczka)
Maria Rakowska, także Maria Ratuld-Rakowska (ur. 1864 w Warszawie, zm. 1940 w Paryżu) – polska tłumaczka i literaturoznawczyni, autorka wspomnień z podróży do Teheranu.

## Życiorys

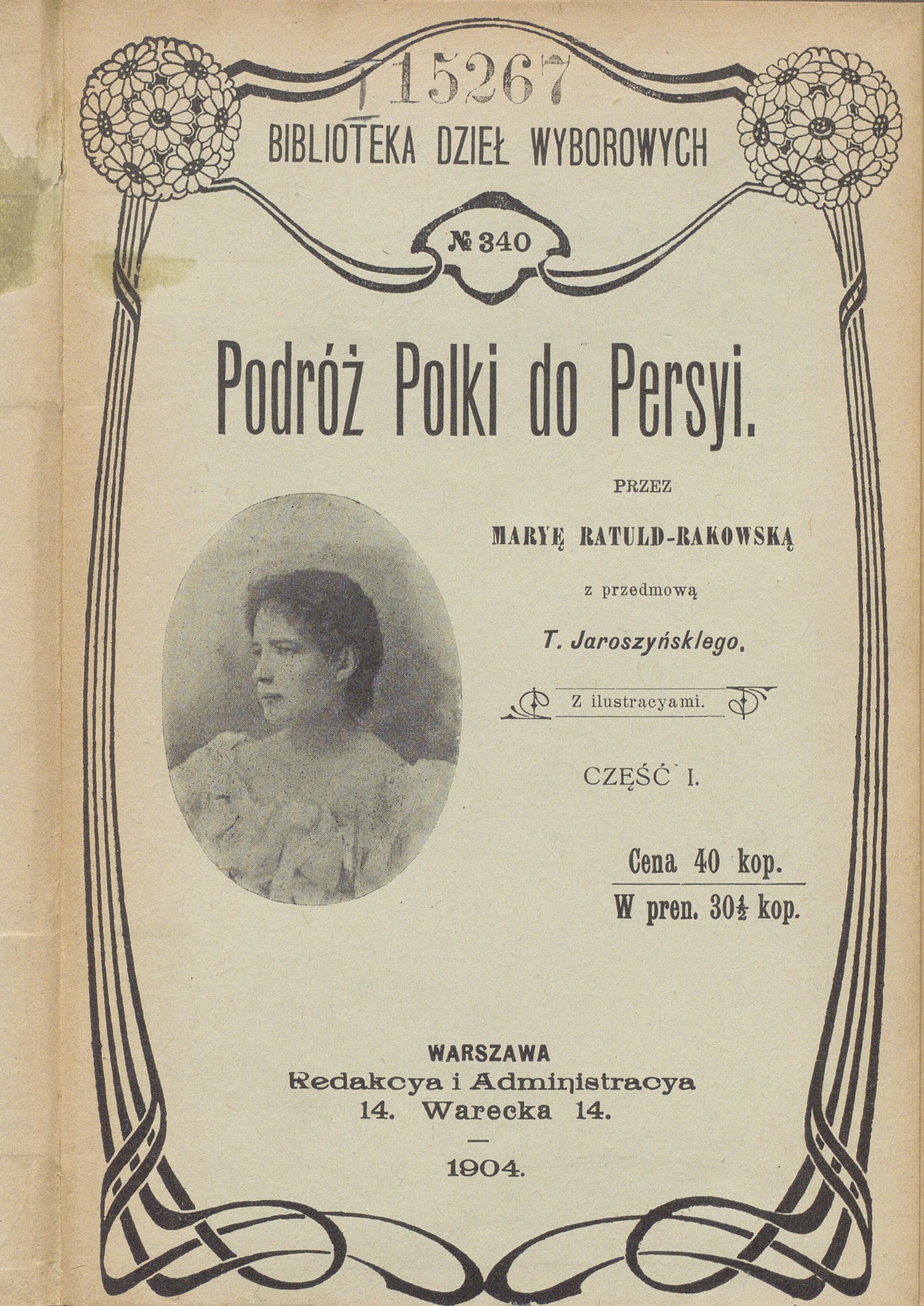
Strona tytułowa Podróży Polki do Persji, 1904; wstęp autorstwa Tadeusza Jaroszyńskiego

Uczyła się w II Gimnazjum Żeńskim w Warszawie, po czym wraz z Bronisławą Skłodowską wyjechała do Paryża, gdzie studiowała nauki przyrodnicze na Sorbonie. We Francji zaczęła działać społecznie, należała do lokalnych kręgów polskiej inteligencji i związała się z członkami Gminy Narodowo-Socjalistycznej, do których należał jej przyszły mąż, okulista Władysław Ratuld. Około 1891 roku wyszła za mąż za Ratulda, po czym – w 1894 roku – wyjechała z nim na dwa lata do Teheranu. W 1904 wydała swoje wspomnienia z lat w Iranie pod tytułem Podróż Polki do Persji, pomimo separacji decydując się na podpisanie książki podwójnym nazwiskiem. Wszystkie pozostałe teksty publikowała już jako Maria Rakowska.
Posługiwała się czterema językami obcymi: angielskim, francuskim, niemieckim i rosyjskim. Zajmowała się tłumaczeniem ze wszystkich znanych sobie języków poza rosyjskim, choć nie wszystkie jej przekłady ukazały się drukiem. Do jej tłumaczeń na polski należą Polowanie na karybu Arthura de Gobineau, Dziwna historia doktora Jekylla i mister Hyde’a Roberta Louisa Stevensona, czy List rekomendowany Eugène’a Labiche’a. Z kolei na francuski przełożyła twórczość Wacława Sieroszewskiego, Marii Konopnickiej, Bolesława Prusa, Stefana Żeromskiego, czy Andrzeja Struga, a także Moją podróż do Rosji pióra Antoniego Słonimskiego. Zajmowała się również literaturoznawstwem, tworząc np. Zarys literatury angielskiej od początków do naszej doby: pierwszą polską syntezę historii literatury anglojęzycznej, w której zawarła m.in. treści na temat literatury amerykańskiej i australijskiej. Tworzyła artykuły na temat poetów amerykańskich i australijskich, jako pierwsza przybliżyła polskim odbiorcom znaczenie twórczości Williama Butlera Yeatsa w teatrze irlandzkim. Współpracowała z polską prasą, w tym z „Tygodnikiem Ilustrowanym”, „Biblioteką Warszawską” czy „Wiadomościami Literackimi”.